# Preussia longispora
Preussia longispora är en svampart som tillhör divisionen sporsäcksvampar, och som först beskrevs av Roy Franklin Cain, och fick sitt nu gällande namn av M. Valldosera och Guarro. Preussia longispora ingår i släktet Preussia, och familjen Sporormiaceae. Arten är reproducerande i Sverige.